# Randy Holcomb
Pour les articles homonymes, voir Holcomb.
Randy Holcomb, également connu sous le nom de Raed Farid Elhamali né le 8 août 1979, à Chicago, dans l'Illinois, est un ancien joueur de basket-ball américain, naturalisé libyen. Il évolue durant sa carrière au poste d'ailier fort. 

## Palmarès
- All-CBA Second Team 2006
- CBA All-Defensive First Team 2006